# Ulica Leśnego Potoku w Katowicach
Ulica Leśnego Potoku w Katowicach – ulica w katowickiej dzielnicy Janów-Nikiszowiec, a w całości przebiega przez historyczną część Janowa. 

## Charakterystyka
Ulica rozpoczyna swój bieg przy skrzyżowaniu z ulicą Oswobodzenia, następnie krzyżuje się kolejno z ulicami: Niwną, Grodową, Zamkową, Nad Stawem i Strumienną, a kończy swój bieg przy parku Bolina.
Ulica Leśnego Potoku jest drogą klasy L (droga lokalna). Przy ulicy zlokalizowana jest zabudowa jednorodzinna. Mieszczący się przy ulicy park Bolina posiada trawiaste boisko piłkarskie, wielofunkcyjne boisko betonowe oraz plac zabaw. Ulicą na całej swojej długości kursują autobusy na zlecenie Zarządu Transportu Metropolitalnego (ZTM). Swoją siedzibę przy ulicy Leśnego Potoku mają m.in. firmy handlowo-usługowe. Wzdłuż części ulicy prowadzi Szlak Dwudziestopięciolecia PTTK.

## Historia

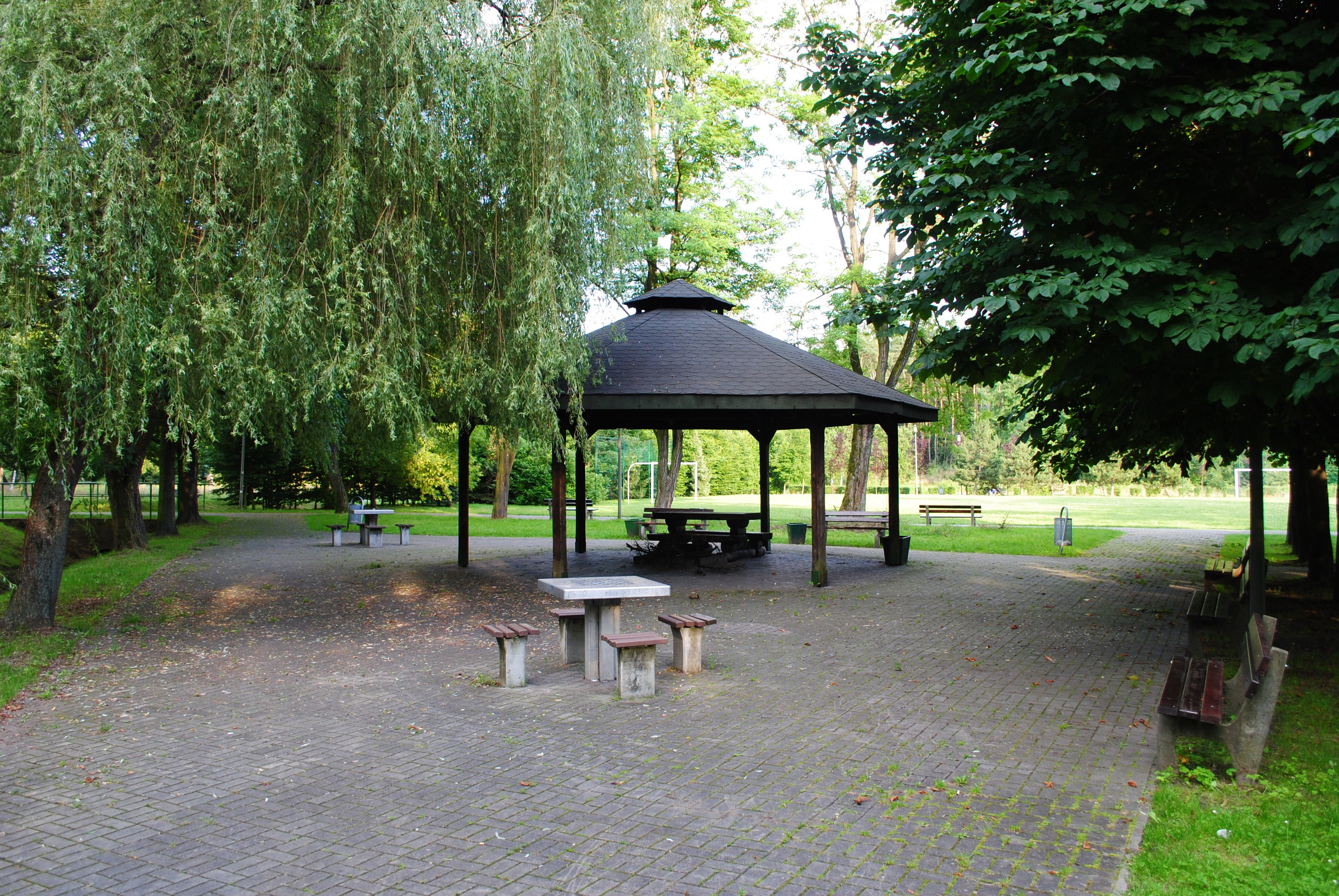
Fragment parku Bolina

Droga, biegnąca śladem dzisiejszej ulicy Leśnego Potoku, istniała już w XIX wieku. Jest zaznaczona na mapie z 1904 roku. W 1841 roku kupiec wrocławski Arnold Lüschwitz, założył hutę „Arnold” (rejon dzisiejszego Janowa Miejskiego w Mysłowicach). W tym samym czasie wybudowano kolonię Huta Arnold, dla pracowników huty. Tereny dawnej kolonii to rejon dzisiejszych ul. Strumiennej, ul. Boliny i południowej części ul. Leśnego Potoku.
W dwudziestoleciu międzywojennym droga nosiła nazwę ulica Mikołowska. W 1940 roku jadwiżanki, prowadzące przedszkole w budynku przy dzisiejszej ul. Zamkowej 10, zostały stamtąd usunięte. Przeniosły się do prywatnego domu przy ówczesnej ul. Mikołowskiej, którego właścicielem był Paweł Papoń. Po II wojnie światowej powróciły w pierwotne miejsce.
W latach 50. XX wieku na końcu ulicy, przy stawie Bolina, kopalnia węgla kamiennego „Wieczorek” stworzyła ośrodek rekreacyjno-wypoczynkowy dla swoich pracowników. W latach 2006–2007 ośrodek przeszedł gruntowną modernizację.
W kamienicy pod numerem 97, na piętrze, mieszkał Teofil Ociepka – malarz nieprofesjonalny, członek Grupy Janowskiej, pracownik kopalni „Wieczorek”.

## Obiekty zabytkowe

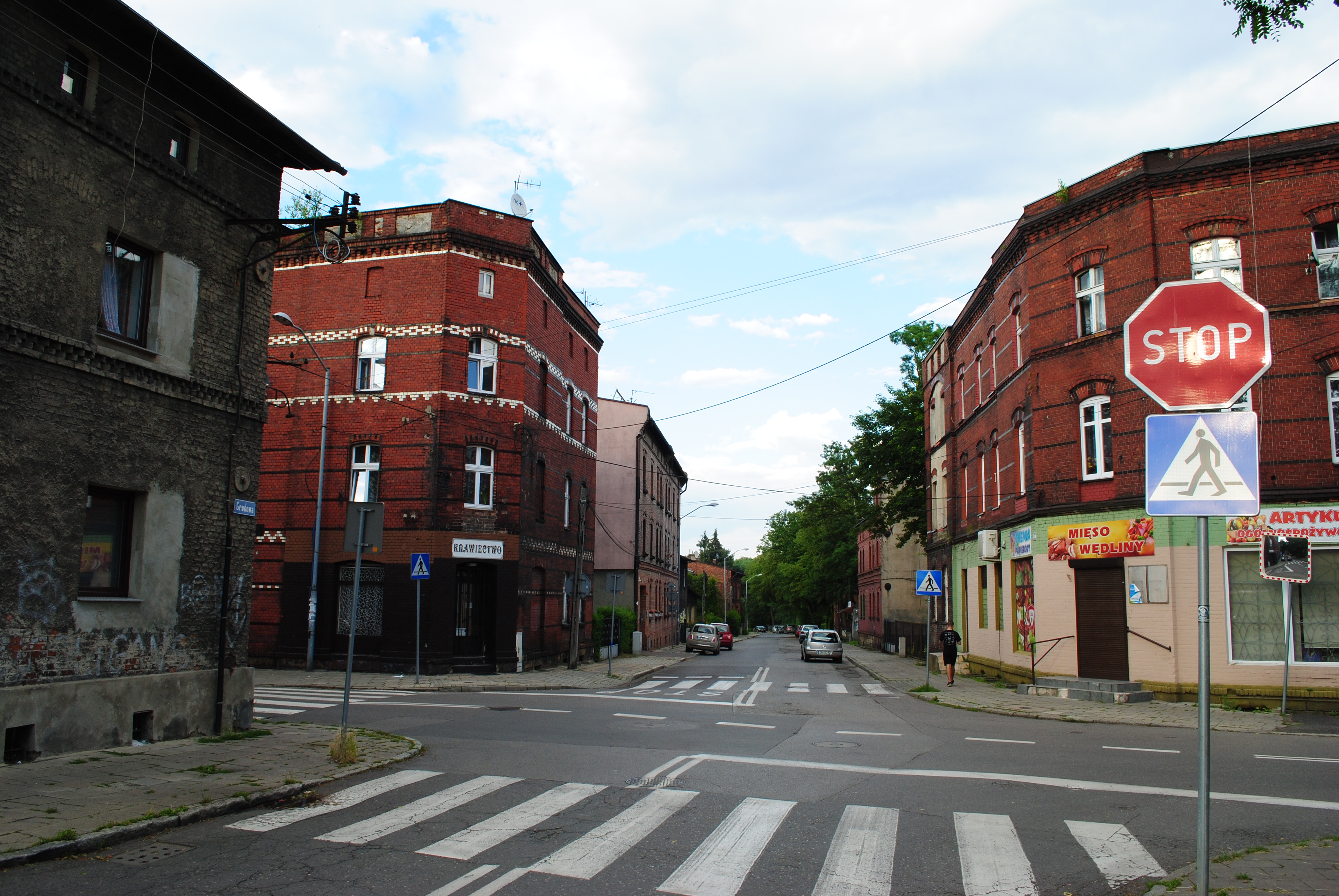
Skrzyżowanie ul. Grodowej z ul. Leśnego Potoku

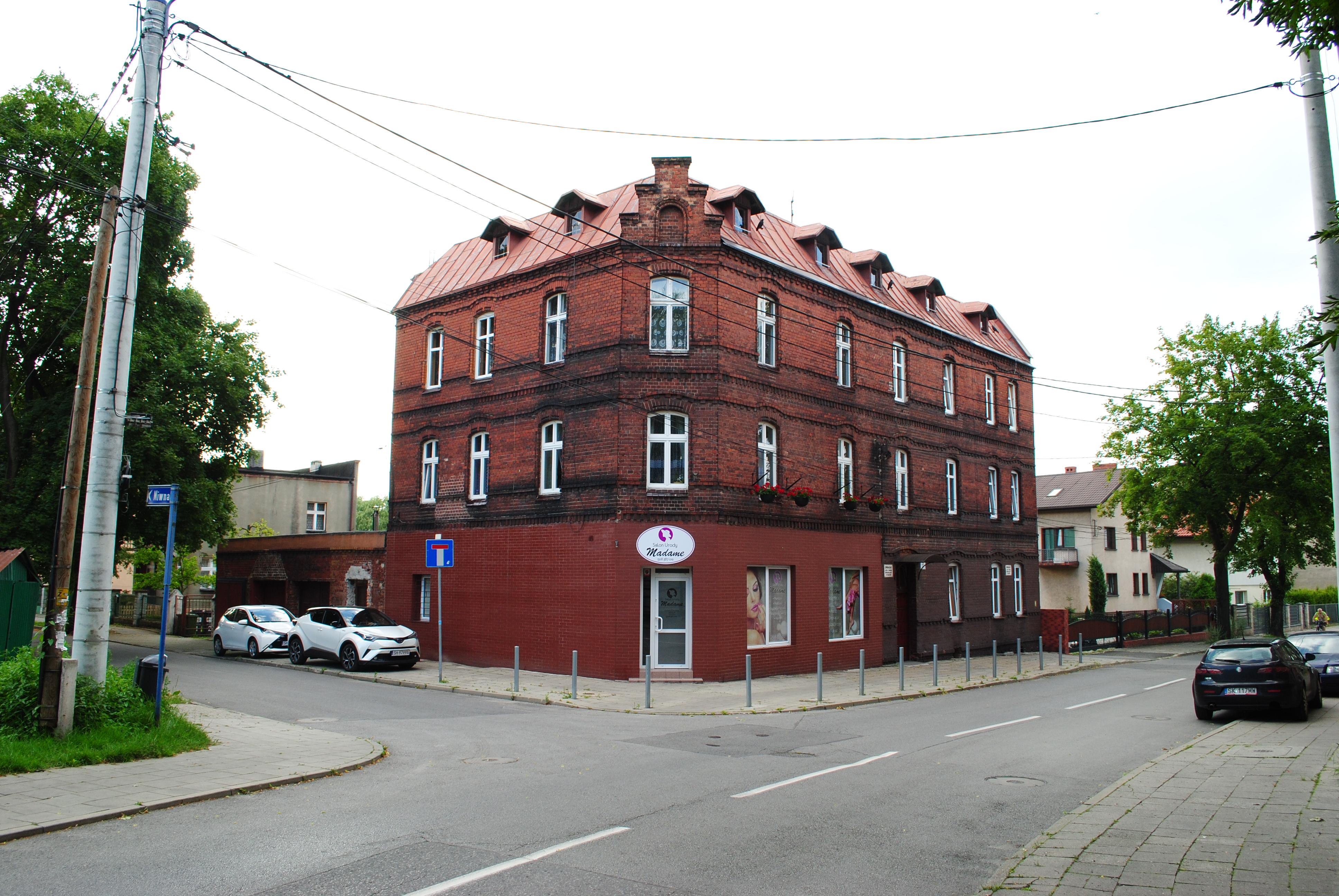
Kamienica na rogu ul. Niwnej z ul. Leśnego Potoku

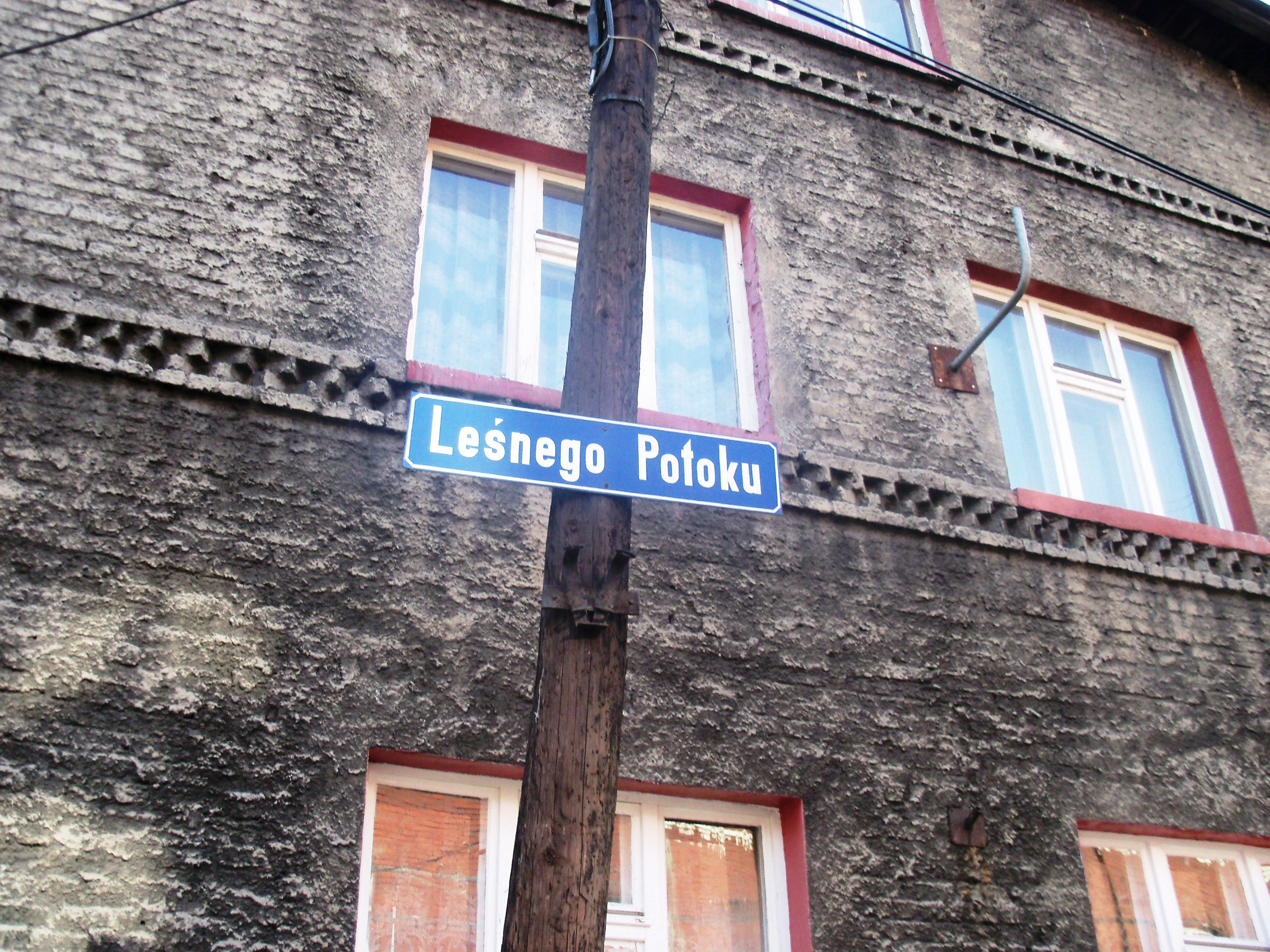
Tablica z nazwą ulicy

Przy ulicy Leśnego Potoku znajdują się następujące historyczne obiekty:
- dom mieszkalny w pierzei (ul. Leśnego Potoku 4);
- narożna kamienica wolnostojąca (ul. Leśnego Potoku 12), wzniesiona pod koniec XIX wieku w stylu historyzmu ceglanego;
- wolnostojąca kamienica mieszkalna (ul. Leśnego Potoku 15), wybudowana na początku XX wieku w stylu historyzmu/modernizmu;
- wolnostojąca kamienica mieszkalna (ul. Leśnego Potoku 19), pochodząca z końca XIX wieku, posiada cechy stylu historyzmu ceglanego prostego;
- narożny dom mieszkalny w pierzei (ul. Leśnego Potoku 20);
- narożna kamienica mieszkalna (ul. Leśnego Potoku 22), wzniesiona pod koniec XIX wieku w stylu historyzmu ceglanego prostego;
- wolnostojąca narożna kamienica mieszkalna (ul. Leśnego Potoku 23), wybudowana pod koniec XIX wieku w stylu historyzmu;
- kamienica mieszkalna w pierzei (ul. Leśnego Potoku 24/26), pochodząca z końca XIX wieku, wzniesiona w stylu historyzmu ceglanego prostego;
- wolnostojąca kamienica narożna (ul. Leśnego Potoku 25), wybudowana pod koniec XIX wieku, posiada cechy stylu historyzmu ceglanego;
- kamienica mieszkalna w pierzei (ul. Leśnego Potoku 28);
- domy tradycyjne w ogrodach (ul. Leśnego Potoku 41, 42, 43 i 47);
- dom mieszkalny z końca XIX wieku (ul. Leśnego Potoku 46), wzniesiony w stylu historyzmu;
- bezstylowy dom wiejski (ul. Leśnego Potoku 57), pochodzący z drugiej połowy XIX wieku;
- dom mieszkalny (ul. Leśnego Potoku 75), wybudowany w drugiej połowie XIX wieku w stylu historyzmu ceglanego prostego;
- kamienica mieszkalna w pierzei z końca XIX wieku (ul. Leśnego Potoku 77), posiada cechy stylu historyzmu ceglanego prostego;
- dom mieszkalny (ul. Leśnego Potoku 97), wzniesiony w połowie XIX wieku w stylu historyzmu; mieszkał tu Teofil Ociepka[14];
- dom mieszkalny (ul. Leśnego Potoku 99, róg z ul. Strumienną), wybudowany w połowie XIX wieku w stylu historyzmu;
- willa w ogrodzie (ul. Leśnego Potoku 103), wzniesiona w latach 30. XX wieku w stylu funkcjonalizmu.